# Forever (Chick Corea)
Forever è un doppio CD di registrazioni acustiche dal vivo registrate in California, Tokyo e Seattle nel 2009 dal pianista dei Return to Forever Chick Corea, dal bassista Stanley Clarke e dal batterista Lenny White e dalle prove in studio con gli ospiti Jean-Luc Ponty, Bill Connors e Chaka Khan. È stato pubblicato con l'etichetta Concord I nel 2011.
Nel 2012, l'album ha ricevuto il Grammy Award come miglior album jazz strumentale.
Il corrispondente di All About Jazz John Kelman ha osservato: "Evitando l'implacabile testosterone di RTF, il trio è tanto capace di eleganza ed eufemismo quanto di inequivocabile virtuosismo".
La recensione di AllMusic di Thom Jurek afferma: "Il disco uno è preso direttamente dalle apparizioni di concerti in tutto il mondo. Gli standard funzionano bene, considerando quanto Chick Corea, Stanley Clarke e Lenny White possano stare insieme così come solisti... Le gemme sono salvate per il secondo disco, che consiste principalmente nelle prove per il tour registrato ai Mad Hatter Studios di San Francisco, completo di battute fuori microfono... Con la sua scioltezza, questo secondo disco offre il vero potenziale dinamico per RTF (Return to Forever) e rivela la profondità della comunicazione quasi simbiotica tra i membri della band".
John Fordham di The Guardian ha notato "Il bel tono e il fraseggio drammatico di Clarke, l'esecuzione melodica delle percussioni di White e l'abile ricamo di groove accattivanti, e la fluidità e la grazia dei testi di Corea portano una nuova scintilla agli standard... Il disco elettrico è molto più funky... e il tocco leggero e il senso di godimento della metà acustica sopravvivono per lo più intatti».

## Tracce

### Disco 1
1. On Green Dolphin Street (Bronisław Kaper, Ned Washington) – – 8:41
2. Waltz for Debby – 9:55
3. Bud Powell (with Tony Cohan) – 7:10
4. La Canción de Sofia (Stanley Clarke) – 7:38
5. Windows – 8:54
6. Hackensack (Thelonious Monk) – 7:30
7. No Mystery – 10:55
8. Señor Mouse – 12:06

### Disco 2
1. Captain Marvel – 4:13
2. Señor Mouse – 10:06
3. Crescent (John Coltrane) – 1:45
4. Armando's Rhumba – 5:12
5. Renaissance (Jean-Luc Ponty) – 6:29
6. High Wire: The Aerialist (with Tony Cohan) – 3:41
7. I Loves You, Porgy (George Gershwin, Ira Gershwin) – 5:13
8. After the Cosmic Rain (Clarke) – 10:38
9. Space Circus – 6:06
10. 500 Miles High – 12:45 – 12:45